# Mer du Prince-Gustave-Adolphe
La mer du Prince-Gustave-Adolphe est une mer de l'océan Arctique située au nord du Canada entre l'Île Borden à l'ouest et l'Île Ellef Ringnes à l'est.